# Sander van Huijksloot
Sander van Huijksloot (Schiedam, 24 novembre 1975) è un ex calciatore olandese, di ruolo centrocampista.

## Carriera

### Club
Dal 1994 al 2005, van Huijksloot fu in forza all'Eindhoven, per cui totalizzò 239 presenze e 20 reti nell'Eerste Divisie. Fu poi in forza all'UNA. Nel 2007, passò ai norvegesi del Raufoss. Non giocò alcun incontro con questa maglia.